# Jacques Vandenne
Jean-Joseph-Dieudonné-Léonard Van den Kerckhove dit Jacques Vandenne ou Vandenne, né le 17 septembre 1864 dans le 2e arrondissement de Paris, et mort le 3 novembre 1937 à Dieppe, est un acteur français.
Également connu comme scénariste sous le nom de Maurice Vandenne, il a souvent tourné aux côtés de Max Linder.

## Biographie
Élève de Maubant au Conservatoire de Paris, il obtient un premier accessit de comédie en 1884 puis un deuxième prix de comédie au concours de 1885. Il débute à l'Odéon puis joue au théâtre des Menus-Plaisirs et aux Folies-Dramatiques.
Vandenne fera partie des premiers acteurs de théâtre à se lancer dans l'aventure du cinéma muet à peine naissant.
On perd sa trace après un dernier rôle au cinéma dans Le Diable dans la ville de Germaine Dulac sorti en janvier 1925. Il avait alors 60 ans. Jacques Vandenne était marié depuis novembre 1890 avec Jeanne Bonhomme-Lacour, fille de rentiers originaires de Limoges. À l'époque, il était domicilié chez ses parents au 24, rue d'Angoulême dans le 11e arrondissement de Paris.
Il meurt à Dieppe en 1937.

## Filmographie
- 1907 : Domestique hypnotiseur, de Lucien Nonguet
- 1908 : L'Obsession de l'équilibre, de Max Linder : un passant
- 1908 : Un Fiancé trop occupé : le père
- 1908 : Le Manuel du parfait gentleman, de Georges Monca
- 1908 : Le Vertueux jeune Homme
- 1909 : Les Surprises de l'amour
- 1909 : La Vengeance du bottier, de Max Linder : le bottier
- 1909 : Le Noël de Monsieur Leputois
- 1910 : Les Exploits du jeune Tartarin, de Max Linder : le beau-père
- 1910 : Une bonne pour monsieur, un domestique pour madame, de Lucien Nonguet : le patron
- 1910 : L'Oracle des demoiselles, de Gaston Velle : le père
- 1910 : Max cherche une fiancée, de Max Linder : l'ami de Max
- 1910 : Premier rendez-vous
- 1910 : La Défaite de Satan, de Georges Denola
- 1910 : Je voudrais un enfant, de Max Linder : le docteur Metchoukoff
- 1911 : L'Or qui brûle / Het vervloekte geld, d'Alfred Machin : Snuders
- 1911 : Max fiancé / Max a trouvé une fiancée, de Lucien Nonguet : M. Ziccarini
- 1911 : La Fin de Don Juan, de Victorin Jasset : Sganarelle
- 1911 : Max se marie, de Max Linder et Lucien Nonguet
- 1911 : Max et sa belle-mère, de Max Linder et Lucien Nonguet
- 1911 : La Dame de compagnie, de Louis Feuillade
- 1911 : Max victime du quinquina, de Max Linder : le général Dourakine
- 1911 : Nick Winter et l'affaire du Célébric Hôtel, de Gérard Bourgeois
- 1911 : Nick Winter contre Nick Winter, de Gérard Bourgeois
- 1912 : L'Affaire du collier de la reine, de Camille de Morlhon
- 1912 : L'Usurier, de Camille de Morlhon
- 1912 : Le Calvaire du mousse / Het lijden van den scheepsjongen, d'Alfred Machin : le capitaine
- 1912 : L'Âme des moulins / De molens die juichen en weenen, d'Alfred Machin : le meunier
- 1912 : Max contre Nick Winter, de Max Linder et Paul Garbagni
- 1912 : La Révolte des Gueux / De strijd der geuzen, d'Alfred Machin : Hugo Smulders
- 1912 : Max cocher de fiacre, de Max Linder
- 1912 : Max lance la mode, de Max Linder et René Leprince
- 1912 : La Vengeance du domestique, de Max Linder : François, le domestique
- 1912 : Max bandit par amour / Bandit par amour, de Max Linder
- 1913 : Max virtuose, de Max Linder
- 1913 : Le Chapeau de Max, de Max Linder : Monsieur Chardin
- 1913 : Le Baiser suprême, d'Edmond Floury: Tabort
- 1914 : Francs-maçons
- 1914 : Le Mariage forcé, de Max Linder : l'oncle Gaston
- 1914 : Max et le commissaire, de Max Linder
- 1914 : Max illusionniste, de Max Linder
- 1917 : Baptiste est vindicatif[7] / La Vengeance de Baptiste
- 1923 : Château historique, d'Henri Desfontaines : Jacques Baudouin[8]
- 1923 : Vent debout, de René Leprince : Richard
- 1925 : Le Diable dans la ville, de Germaine Dulac : un fou